# Port 255
Port 255, při použití šestnáctkové soustavy port FF, je port procesoru Z80 používaný v počítačích Sinclair ZX80 a Sinclair ZX81. U těchto počítačů je použit pro ukončení vertikálního pohybu paprsku.
Oficiálně není port 255 využíván u počítačů Sinclair ZX Spectrum, ovšem u těchto počítačů lze díky nedokonalému zapojení na tomto portu číst hodnotu právě vykreslované barvy obrazovky, případně to, že je vykreslován okraj obrazu (border). Přestože se jedná o nedokumentovanou vlastnost těchto počítačů, je port 255 využíván některými hrami k synchronizaci obrazu (např. hry Arkanoid, Cobra). U počítačů Sinclair ZX Spectrum +2A/+3 a u českých počítačů Didaktik M a Didaktik Kompakt je toto chování portu 255 opraveno, díky čemuž ale hry, které port 255 používají, na těchto počítačích nefungují. U počítačů, u kterých port 255 nefunguje jako u původního ZX Spectra, je možné jeho funkci umožnit pomocí GMX. Hodnoty čtené na tomto portu odpovídahjí tomu, jak jsou atributy obrazu uloženy v paměti ZX Spectra, tj. bit 7 - blikání, bit 6 - jas, bity 5 až 3 - barva pozadí, bity 2 až 0 - barva písma. Pokud se paprsek nachází v borderu, na portu 255 je možné číst hodnotu 255, což odpovídá kombinaci atributů bílé pozadí, bílé písmo, vyšší jas a zapnuté blikání.
Port 255 je využit u počítačů Timex Sinclair 2068 a počítačů z něj odvozených k nastavení barevného režimu.
Protože u ZX Spectra je port 255 ve vlastním počítači oficiálně nepoužit, používají ho pro svoji činnost některé periférie. Beta Disk Interface používá port 255 k výběru aktivní mechaniky. Rozšíření paměti podle Trollera používá port 255 ke stránkování paměti.

## Využití jednotlivých bitů portu
| počítač                                                       | význam | význam | význam | význam | význam | význam | význam | význam | význam |
| počítač                                                       |        | 7 | 6 | 5 | 4 | 3 | 2 | 1 | 0 |
| Timex Sinclair 2068, Timex Computer 2068, Timex Computer 2048 | zápis  | určuje, zda se pomocí portu 244 bude přistránkovávat DOCK nebo EX-ROM                                                 | zákaz generování přerušení                                                                                            | barvy při režimu vyššího rozlišení                                                                                    | barvy při režimu vyššího rozlišení                                                                                    | barvy při režimu vyššího rozlišení                                                                                    | nastavení grafického režimu                                                                                           | nastavení grafického režimu                                                                                           | nastavení grafického režimu                                                                                           |
|                                                               |        | | | | | | | | |
| Beta Disk Interface                                           | čtení  | INTRQ (command completed)                                                                                             | DRQ (data request) | | | | | | |
| Beta Disk Interface                                           | zápis  | | | modulace | výběr strany diskety                                                                                                  | /HLT řadiče (v normálním stavu = 1)                                                                                   | /RESET řadiče | výběr mechaniky | výběr mechaniky |
|                                                               |        | | | | | | | | |
| rozšíření paměti podle Trollera                               | zápis  | kdykoliv, kdy je proveden zápis na port, dojde buď k přestránkování na RAM od 0000 nebo k přestránkování na ROM + RAM | kdykoliv, kdy je proveden zápis na port, dojde buď k přestránkování na RAM od 0000 nebo k přestránkování na ROM + RAM | kdykoliv, kdy je proveden zápis na port, dojde buď k přestránkování na RAM od 0000 nebo k přestránkování na ROM + RAM | kdykoliv, kdy je proveden zápis na port, dojde buď k přestránkování na RAM od 0000 nebo k přestránkování na ROM + RAM | kdykoliv, kdy je proveden zápis na port, dojde buď k přestránkování na RAM od 0000 nebo k přestránkování na ROM + RAM | kdykoliv, kdy je proveden zápis na port, dojde buď k přestránkování na RAM od 0000 nebo k přestránkování na ROM + RAM | kdykoliv, kdy je proveden zápis na port, dojde buď k přestránkování na RAM od 0000 nebo k přestránkování na ROM + RAM | kdykoliv, kdy je proveden zápis na port, dojde buď k přestránkování na RAM od 0000 nebo k přestránkování na ROM + RAM |
|                                                               |        | | | | | | | | |
| interface ZON X                                               | zápis  | výběr registru hudebního čipu AY-3-8912                                                                               | výběr registru hudebního čipu AY-3-8912                                                                               | výběr registru hudebního čipu AY-3-8912                                                                               | výběr registru hudebního čipu AY-3-8912                                                                               | výběr registru hudebního čipu AY-3-8912                                                                               | výběr registru hudebního čipu AY-3-8912                                                                               | výběr registru hudebního čipu AY-3-8912                                                                               | výběr registru hudebního čipu AY-3-8912                                                                               |
|                                                               |        | | | | | | | | |
| SAM Coupé                                                     | čtení  | hodnota právě vykreslovaného atributu                                                                                 | hodnota právě vykreslovaného atributu                                                                                 | hodnota právě vykreslovaného atributu                                                                                 | hodnota právě vykreslovaného atributu                                                                                 | hodnota právě vykreslovaného atributu                                                                                 | hodnota právě vykreslovaného atributu                                                                                 | hodnota právě vykreslovaného atributu                                                                                 | hodnota právě vykreslovaného atributu                                                                                 |
| SAM Coupé                                                     | zápis  | data hudebního čipu Philips SAA 1099                                                                                  | data hudebního čipu Philips SAA 1099                                                                                  | data hudebního čipu Philips SAA 1099                                                                                  | data hudebního čipu Philips SAA 1099                                                                                  | data hudebního čipu Philips SAA 1099                                                                                  | data hudebního čipu Philips SAA 1099                                                                                  | data hudebního čipu Philips SAA 1099                                                                                  | data hudebního čipu Philips SAA 1099                                                                                  |